# Брестовска унија
Брестовска унија представља покушај уједињења Католичке и Православне цркве (1595—1596) на територији Пољско-литванске уније. Према одлукама уније, Православна црква Украјине признала је папу као врховног црквеног поглавара и раскинули су односе са Московском патријаршијом. После стварања уније дошло је до немира и дељења цркве у Украјини на Унијатску (Гркокатоличку) и на Православну цркву.
Украјинска Гркокатоличка црква није постојала све до 1595. године. На том подручју је у средњем веку постојала Кијевска Русија, која је примила хришћанство од православне Византије. Након монголских упада, седиште Цркве се преселило из Кијева у Владимир 1299. године. Кијевска митрополија се до 1326. сели у Москву, а 1328. мења име у Московска митрополија. Црква се 1453. поделила на Московску и Кијевску митрополију. Западна Украјина је постала део Пољско-литванске уније. Пољска је била под утиском контрареформације па је ојачала католички притисак у Украјини. Свештенство у Украјини је било под црквеном влашћу из Москве.
Уследио је велики притисак, па су делови црквене хијерархије митрополије Кијева-Халича и целе Украјине започели преговоре са Католичком црквом и римским папом Клементом VIII током 1595. године. Сагласили су се са се задржи већина православних обичаја да би се унија што лакше прихватила. Тако је задржан јулијански календар. Унија је проглашена 1596. на црквеном сабору у данас белоруском граду Бресту. Унију је подржавао пољски краљ Сигисмунд III Васа, али унији се опирала већина епископа, истакнутих племића у Украјини и козаци.
Чим је проглашена унија избили су протести сељака и козака, већине свештенства и дела феудалаца. Циљ уније је био да се уништи Православље на подручју Пољско-литванске уније и да се разбију културне и верске везе Украјинаца и Руса. Као резултат противљења унији дошло је до поделе па се Украјинска православна црква и деловима Белорусије поделила на православну и на гркокатоличку, познату као унијатску. Након проглашења уније основана је Унијатска Украјинска Гркокатоличка црква. Следбеници уније називају се унијати. Због немира седиште Гркокатоличке цркве се преселило из Кијева у Вилњус.